# An (shinto)
Pour les articles homonymes, voir An.

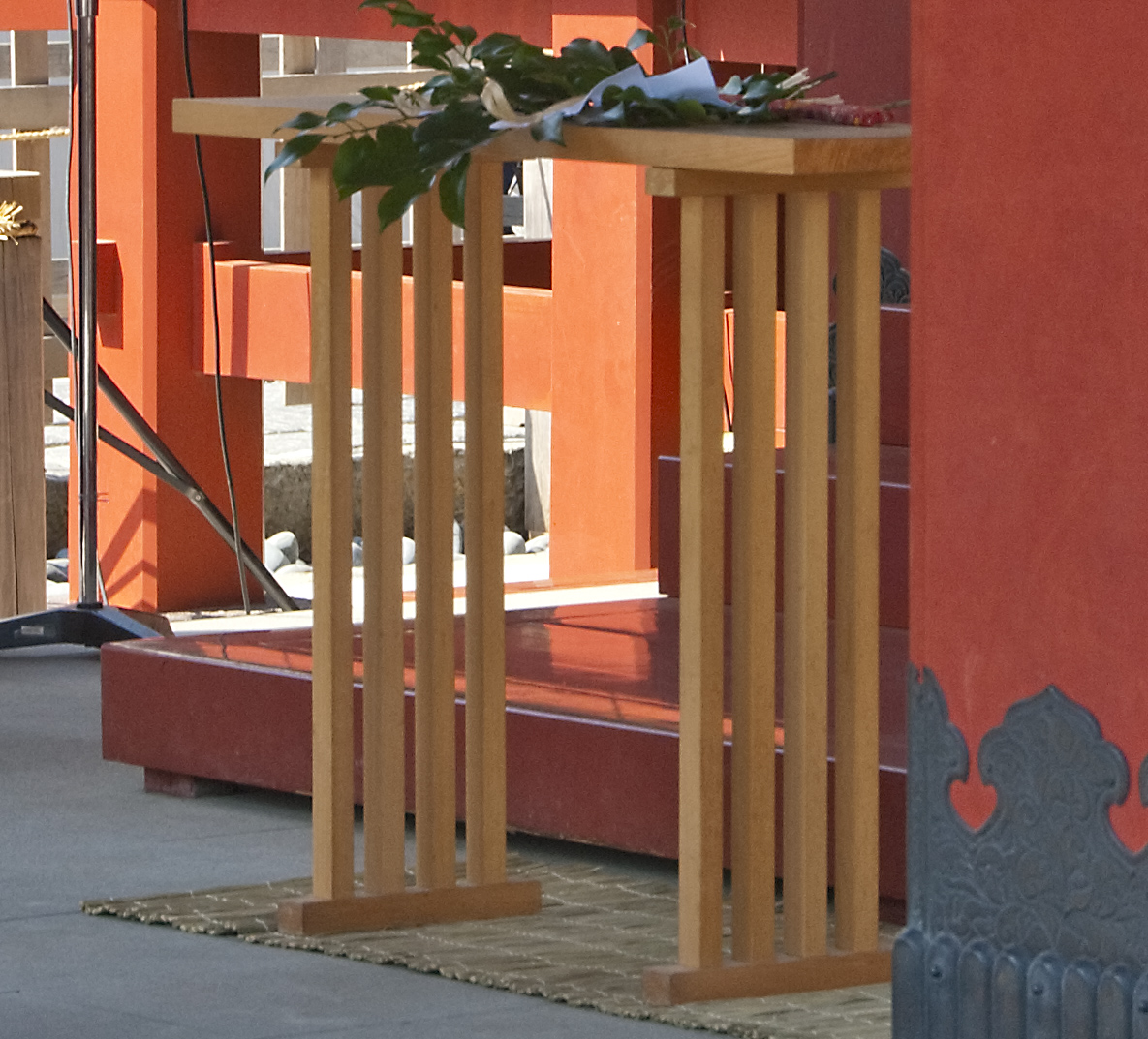
Un hakkyaku an portant un tamagushi.

Un an (案) est une petite table ou plate-forme utilisée durant les cérémonies shinto pour présenter les offrandes. Elle peut avoir quatre, huit ou seize pieds. La variété à huit pieds, appelée hassoku an ou hakkyaku an (八足案, 八脚案, lit. « an à huit pieds »), est la plus commune.